# Pantotensyra

Strukturformel.

Pantotensyra eller vitamin B5 är ett vattenlösligt vitamin som finns i alla celler som en beståndsdel i det viktiga koenzym A (CoA), som katalyserar förbränningen av fetter. Syntesen av fettsyror, kolesterol, hormoner i binjurebarken och acetylkolin är beroende av CoA.
Av Livsmedelsverket rekommenderat dagligt intag är 5 mg.

## Naturlig förekomst
Pantotensyra finns naturligt i de flesta livsmedel, särskilt i animalier, baljväxter och fullkornsprodukter.
En studie visar att tarmfloran i människan kan producera pantotensyra.

## Brist
Brist på pantotensyra är exceptionellt ovanlig och har sällan studerats vetenskapligt. I de få fall där brist har observerats (på svältoffer och vid begränsade försök på frivilliga), har alla symptom kunnat justeras när pantotensyra tillförs kroppen.
Symptom på B5-brist liknar de vid brist på andra B-vitaminer. De flesta symptom är lindriga och inkluderar trötthet, allergi, illamående och magont. I några få begränsade fall har mer allvarliga, men åtgärdsbara, tillstånd infunnit sig, såsom att binjurens funktion försämrats respektive leverkoma (leverencefalopati). Smärtfull brännande känsla i fötterna har rapporterats av frivilliga. Brist på pantotensyra kan förklara liknande symptom som rapporterats hos undernärda krigsfångar.

## Överdosering
Det finns inga kända symptom på överdosering av vitamin B5. Extrema doser på flera gram per dag kan irritera tarmsystemet och i värsta fall ge diarré.

## Påstådda effekter av B5-tillskott

### Hår
Det finns hårvårdsprodukter som innehåller B5 (eller provitaminen pantenol) och som påstås hjälpa mot grått hår eller håravfall. Denna effekt av pantotensyra saknar vetenskapliga belägg.

### Hud
En studie från 1995 av Lit-Hung Leung visade att höga doser av vitamin B5 hjälpte mot akne och förstorade porer. Leung lade fram hypotesen att det finns en mekanism i kroppen bestående i att kovitamin A reglerar både hormoner och fettsyror, och utan tillräckliga nivåer av pantotensyra kommer kovitamin A huvudsakligen att producera androgener. Detta leder till att fettsyrorna lagrar sig och sedan avförs genom talgkörtlarna, vilket vållar akne. Studien gjordes på 110 asiatiska män och kvinnor och vitaminet administrerades både kutant och oralt. Studien var inte dubbelblind och det saknades kontrollgrupper. Förbättringen av akne är endast beskriven i generella termer, och det saknas studier som påvisar sambandet. Kritiker menar att teorin är orimlig, då kroppen i en bristsituation borde prioritera fettsyrorna, som är livsnödvändiga. 
Det finns en stor marknad för produkter som innehåller vitamin B5, bland annat i hälsokostbutiker, och som påstås lindra akne. Dermatologer skriver dock inte ut vitamin B5-preparat till patienter, då evidens för att vitaminet har effekt vid akne saknas helt. Vitamin B5 är inte ett registrerat läkemedel. 

### Diabetesneuropati
En studie visade att patienter som behandlades med liponsyra (ALA), fick förbättrad effekt om liponsyran kombinerades med pantotensyra. Enligt teorin fungerar de båda syrorna på olika delar av metabolismen.